# Ğ
Ğ (minuscolo ğ) è una lettera utilizzata in diversi alfabeti del mondo. In particolare fa parte dell'alfabeto turco e di quelli azero, berbero e tataro di Crimea.
Viene anche impiegata, talvolta, nelle traslitterazioni fonetiche, di norma per trascrivere un'affricata postalveolare sonora, in luogo del simbolo dell'I.P.A. [ʤ] (o dei due simboli [dʒ]). Benché fuori dallo "standard" dell'I.P.A., questa lettera è di uso relativamente frequente per vari motivi: da una parte, essendo spesso il suono [ʤ] esito di una palatalizzazione di una velare sonora [g], questo permette di fornire indicazioni "etimologiche" sulle parole in cui compare (per esempio, un italiano troverà la trascrizione fonetica [ǧiǧi] di Gigi meno "esoterica" di [dʒidʒi]); dall'altra, essendo una sola lettera, si presta meglio di [dʒ] ad esprimere un'eventuale lunghezza dell'affricata mediante raddoppiamento della lettera stessa, mentre la grafia dei due elementi dell'affricata richiederebbe di norma di scrivere doppia (o con il segno di lunga) solo la prima lettera, cioè l'occlusiva (in altre parole una grafia [ǧǧ] o [ǧː] è più "pratica" di [ddʒ] o [dːʒ]).